# Unione delle Forze Democratiche di Guinea
L'Unione delle Forze Democratiche di Guinea (in francese: Union des forces démocratiques de Guinée - UFDG) è un partito politico guineano di orientamento liberale fondato nel 1991 a seguito della confluenza di vari movimenti di opposizione al governo di Lansana Conté.
Leader del partito è Cellou Dalein Diallo, Primo ministro dal 2004 al 2006.

## Risultati
| Elezione          | Voti       | %          | Seggi    |
| ----------------- | ---------- | ---------- | -------- |
| Parlamentari 1995 | Boicottate | Boicottate | 0 / 114  |
| Parlamentari 2002 | Boicottate | Boicottate | 0 / 114  |
| Parlamentari 2013 | 967.173    | 30,48      | 37 / 114 |
| Parlamentari 2020 | Boicottate | Boicottate | 0 / 114  |

| Elezione           | Elezione | Candidato            | Voti      | %     | Esito      |
| ------------------ | -------- | -------------------- | --------- | ----- | ---------- |
| Presidenziali 2010 | I turno  | Cellou Dalein Diallo | 772.496   | 43,60 | Non eletto |
| Presidenziali 2010 | II turno | Cellou Dalein Diallo | 1.333.666 | 47,48 | Non eletto |
| Presidenziali 2015 | I turno  | Cellou Dalein Diallo | 1.242.362 | 31,45 | Non eletto |